# Павлопілля (станція)
Павлопíлля — проміжна станція 5-го класу Криворізької дирекції Придніпровської залізниці на 327 км магістральної лінії Мерефа — Херсон, на ділянці Нижньодніпровськ-Вузол — Апостолове, між станціями Лошкарівка (309 км магістралі), Роз'їзд 319 км та Жовтокам'янка (345 км магістралі). Розташована у селі Павлопілля Нікопольського району Дніпропетровської області.

## Історія
Станція відкрита у 1929 році. Назва походить від однойменного села, яке розташоване поруч.
Село Павлопілля засноване у 1925 році переселенцями з Чернігівської області і виникло на земельній ділянці, що іменувалося в народі Павловим полем на честь його дореволюційного власника. Згодом переселенці взяли участь у будівництві магістралі Мерефа - Херсон: споруджували головну колію магістралі, станційні колії і станційну будівлю. Вони ж і відновлювали господарство після закінчення Другої світової війни.

## Пасажирське сполучення
На станції щоденно зупиняються дві пари приміських поїздів локомотивної тяги сполученням Дніпро — Апостолове.
Історія пасажирського сполучення:
З часу відкриття, до 1975 року,  через станцію курсували поштово-вантажно-пасажирські, пасажирські та приміські поїзда сполученням Лоцманська — Херсон, Лоцманська - Апостолове, Лоцманська - Лошкарівка, Апостолове - Лошкарівка:
- 1929 - 1930 рр. – поштово-товарно-пасажирський поїзд від "Укржелдор", який курсував при будівництві ділянки Зустрічний - Апостолове, № 81/82 Апостолове – Дніпропетровськ [2];
- 1932 - 1933 рр. – поштово-пасажирський поїзд : № 81/82 Лоцманська – Херсон [3];
- 1934 - 1941 рр. – поштово-пасажирський: № 81/82 Лоцманська – Херсон;
- 1945 - 195Х рр. – пасажирський поїзд № 63/64 Лоцманська – Херсон;
- 195Х - 1964 рр. – пасажирський поїзд № 285/286 Лоцманська – Херсон [4];
- 1967 - 1975 рр. – пасажирський поїзд № 285/286 Лоцманська – Апостолове.

Після перейменування станції Лоцманська та відкриття вокзалу Дніпропетровськ-Південний: 
- З 1 червня 1975 року через станцію курсував пасажирський поїзд № 665/666 Дніпропетровськ — Одеса, який сполучав чотири обласних центри: Дніпропетровськ, Херсон, Миколаїв та Одесу. По станції Апостолове до поїзду приєднувались вагони безпересадкового сполучення Кривий Ріг — Одеса. Згодом, пасажирський поїзд отримав номер  629/630. З листопада 1996 року поїзд, при прямуванні з станції Дніпропетровськ-Південний  до станції Апостолове,  було переведено на інший маршрут через станції Зустрічний, Верхівцеве та  Кривий Ріг-Головний.
- З травня 1997 року через Павлопілля  курсував пасажирський поїзд № 641/642 Дніпропетровськ — Апостолове. В схемі складу мав один купейний вагон, решта 8-10 вагонів були загальними. Поїзд фактично виконував функцію приміського.
- У 2002 - 2003 рр. курсував пасажирський поїзд  № 629/630 Дніпропетровськ — Миколаїв.
- До 2004 року курсували такі приміські поїзди:  Апостолове — Лошкарівка та Кривий Ріг — Лошкарівка. Після їх скасування було призначено приміські поїзди сполученням: Дніпропетровськ-Південний — Апостолове та Дніпропетровськ-Південний — Кривий Ріг.
- З 2018 року через станцію курсують лише приміські поїзди локомотивної тяги  сполученням Дніпро — Апостолове.
- 2014 року через Павлопілля призначався пасажирський дизель-поїзд серії ДПЛ2, в якості регіонального № 869/870 Миколаїв - Дніпропетровськ, через Херсон, Апостолове. З прибуттям до вокзалу станції Дніпропетровськ-Південний. Після випробувального рейсу поїзд на регулярний маршрут не вийшов.
- З початку 2022 року обговорювалась можливість призначення регіонального дизель-поїзду серії ДПКр-3 за маршрутом Миколаїв - Дніпро: по станціям Миколаїв-Вантажний - Херсон - Снігурівка - Апостолове - Дніпро-Лоцманська. Через окупацію російськими загарбниками Херсону та Херсонської області, дане питання вирішено не було.
- Упродовж часу існування станції через неї прокладались змінені маршрути швидких та пасажирських поїздів далекого сполучення. Так, при закритті  руху на деяких суміжних магістралях, через станцію Павлопілля, деякий час, курсували такі поїзди як № 65/66 Миколаїв - Москва, № 191/192 Ясинувата - Одеса, № 119/120 Львів - Запоріжжя.